# Kondorosi Éva
Kondorosi Éva (szül. Kuzsel Éva) (Budapest, 1948. március 22. –) Balzan díjas és Széchenyi-díjas biológus kutató. A Magyar Tudományos Akadémia rendes tagja, továbbá nemzetközi tagja az USA Nemzeti Tudományos Akadémiájának, a Francia Mezőgazdasági Akadémiának, a Leopoldinának (német tudományos akadémia), az Academia Europaea-nak,  az Európai Mikrobiológiai Akadémiának valamint a European Molecular Biology Organization (EMBO). Kutatási területe a növény-baktérium szimbiózis, szimbiotikus nitrogén kötés, fejlődés biológia, kémiai ökológia.

## Élete és munkássága
Kuzsel Éva  az  Eötvös Loránd Tudományegyetemen Természettudományi Kar biológus szakán kiváló tanulmányi eredményeiért Népköztársasági ösztöndíjban részesült.  PhD fokozatot szerzett a genetika és biokémia területén. Kondorosi Ádámmal kötött házassága révén a Kondorosi Éva nevet használja.  A biológiai tudományok kandidátusa (1987), majd 1996-tól az MTA doktora. Kutatói pályáját az MTA Szegedi Biológiai Központban (MTA-SZBK) kezdte el, ahol jelenleg is dolgozik. Európa és az USA vezető intézményében végzett kutatást. Részt vett a férje által vezetett Institut des Sciences du Végétal CNRS intézet létrehozásában Gif-sur-Yvette-ben, mint kutatási igazgató és csoportvezető (1989-2013). 2007-ben elnyerte az NKTH NAP-BIO pályázatát, amivel létrehozta alapító igazgatóként Szegeden a francia-magyar kollaborációra épülő BAYGEN intézetet. 2011-ben elnyerte az European Research Council (ERC) Advanced Grantját és ezzel a BAYGEN intézet beolvadt az MTA-SZBK-ba. 2013-ban az ERC Tudományos Tanácsának tagjává, majd 2017-től az ERC élettudományi alelnökévé választották. 2014-től az ERC Widening European Participation munkacsoport vezetőjeként számos stratégiát dolgozott ki az új EU-tagállamok sikeresebb részvételére az ERC pályázatokban.  Az UNESCO „Nők a tudományban” program egyik beindítója volt. Tagja volt az ENSZ főtitkár tudományos tanácsadó testületének. 2016-tól az Academia Europaea board tagja és 2020-tól a Biokémia és Molekuláris Biológia szekció elnöke. A PNAS és a MicroLIFE tudományos folyóiratok szerkesztője. 2020-tól tagja az Európai Bizottság fő tudományos tanácsadó csoportjának.
Kutató munkája a pillangósvirágú növények és rhizobium baktériumok szimbiózisára, a biológiai nitrogénkötés megismerésére irányul. Kutatásai számos alapvető felfedezésekhez vezettek a szimbiózis valamint a mikrobiológia és a növényi fejlődés biológia területén. Jelenleg a szimbiotikus sejtekben termelődő több száz növényi peptid áll kutatásai középpontjában, amelyből több ígéretes új antibiotikum jelölt.  Az általa alapított és vezetett kutatócsoport a nemzetközi növényi molekuláris biológiai kutatás egyik vezető műhelye. 2018-ban elnyerte a magas rangú Balzan-díjat, a kémiai ökológia területén.

„A fő kutatási területem a növények és baktériumok együttélése, szimbiózisa. Ez első pillantásra talán egészen egyedinek látszik, de valójában általános érvényű információkat ad különböző szervezetek együttélésére. Ha meggondoljuk, talán egyetlen olyan élő szervezet sincs, amely képes lenne egymagában, mikroorganizmusok nélkül élni. Valójában az egész világ egy szimbiózis. ”

–  Kondorosi Éva - Magyar Tudomány interjú (2012)

## Magánélete
Felesége és egyben kutatótársa, szellemi partnere volt Kondorosi Ádámnak (1946-2011), a neves Széchenyi-díjas magyar biológusnak. Egyetlen gyermekük, Fanni (1988-) szociálpedagógus, gyermekei Noémi (2015-) és Áron (2018-).

## Díjak, elismerések
- Balzan-díj (2018)
- Széchenyi-díj (2012)
- Award of International Society of Molecular Plant-Microbe Interactions (2012)
- Hotchkiss-díj (2007)
- Akadémiai Díj - Magyar Tudományos Akadémia Elnöksége (1985)
- Szegedért Alapítvány fődíj (2016)
- Szeged város nagydíja (2018)
- Prima Primissima díj (2021)[5]
- Lovas Község díszpolgára (2021)
- A Magyar Érdemrend parancsnoki keresztje (2024)

## Publikációk
- Publikációs lista az MTMT adatbázisban
- Publikációs és idézési rangsor lista a Google Tudós által